# Imposible
"Imposible" é uma canção dos cantores porto-riquenhos Luis Fonsi e Ozuna, lançada em 19 de outubro de 2018, pela Universal Music Latin Entertainment.

## Antecedentes
Fonsi escreveu uma música com "muito sentimento" e queria uma voz com "equilíbrio perfeito entre urbano e melódico", então escolheu Ozuna. Fonsi afirmou que ele queria colaborar com Ozuna porque ele é "incrivelmente talentoso, tem ótimos vocais e uma ótima escrita".

## Composição
A música é uma "melodia urbana romântica" dedicada às mulheres, do ponto de vista de um homem. HotNewHipHop afirmou que a faixa tem o som e potencial para ser um single "tipo Despacito". El Mundo chamou a música de uma balada misturada com reggaeton, e similar às outras "canções deste estilo que foram caracterizadas por suas letras românticas e frases profundas" de Fonsi.

## Vídeo musical
O videoclipe foi dirigido por Carlos Perez e filmado em uma estação de trem em Miami em setembro de 2018, [2] com Fonsi confirmando isso no Instagram.

## Desempenho nas tabelas musicais

### Paradas semanais
| Chart (2018)                                    | Maior posição |
| ----------------------------------------------- | ------------- |
| Argentina (Argentina Hot 100)                   | 8             |
| Argentina (Monitor Latino)                      | 6             |
| Colômbia (National-Report)                      | 61            |
| Equador (National-Report)                       | 19            |
| Espanha (PROMUSICAE)                            | 4             |
| Estados Unidos (Bubbling Under Hot 100 Singles) | 10            |
| Estados Unidos (Billboard Hot Latin Songs)      | 9             |
| Israel (Media Forest TV Airplay)                | 10            |
| Portugal (AFP)                                  | 97            |
| Suíça (Schweizer Hitparade)                     | 17            |
| Venezuela (National-Report)                     | 1             |